# کند و سوز لیزری

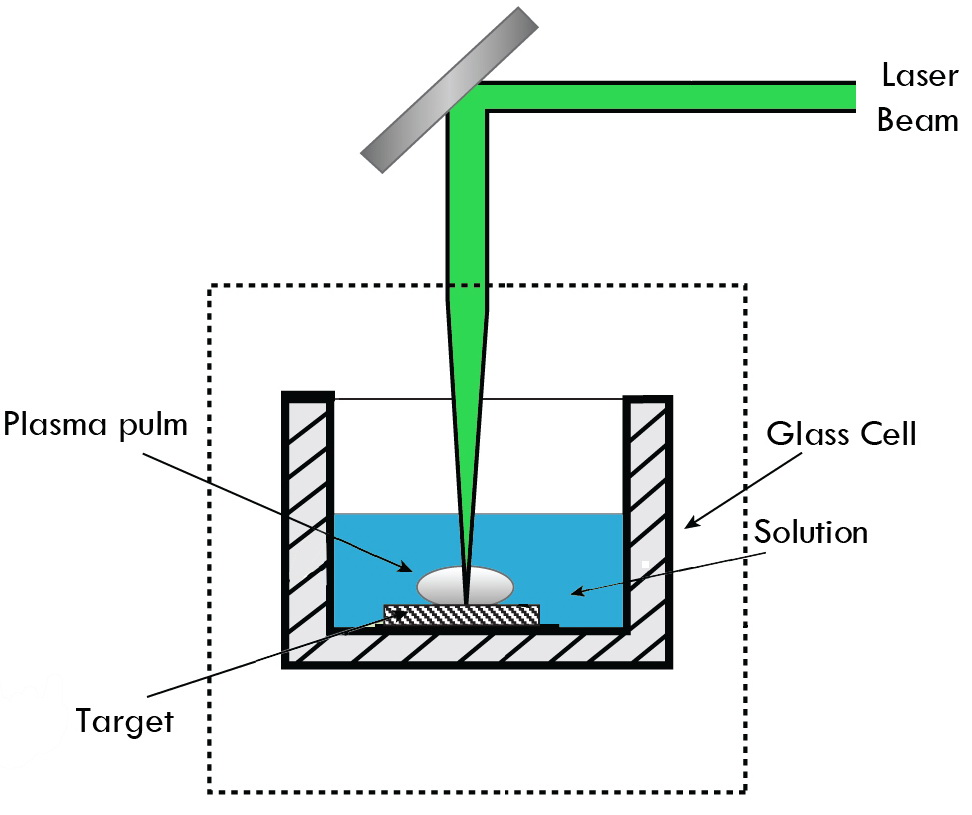
تهیه نانوذرات با استفاده از لیزر در محلول

کند و سوز لیزر (انگلیسی: Laser ablation) یا نوربَرسابِش (به انگلیسی: photoablation) یا زِبره‌پاشی لیزری (به انگلیسی: laser blasting)، فرایندی است که به وسیلهٔ پرتو لیزر، ماده از سطح یک جامد کنده شود. در شارهای لیزری پایین، این فرایند به صورت تصعید یا تبخیر ماده‌ای که با جذب انرژی لیزر گرم شده‌است، رخ می‌دهد. در شارهای بالای لیزر، در سطح جامد، پلاسما ایجاد می‌شود.
کند و سوز لیزر، بیشتر در لیزر پالسی (لیزر ضربانی) برای جدا کردن ماده از یک سطح انجام می‌گیرد، اما در صورتیکه انرژی و شدت کافی برای لیزر وجود داشته باشد، به وسیله لیزر پیوسته نیز ممکن می‌شود.

## کاربرد
به‌دلیل تنوع لیزر در مدت پالس (از میلی‌ثانیه تا فمتوثانیه)، کند و سوز لیزر در صنعت و پژوهش بسیار اهمیت دارد. کند و سوز لیزر یکی از روش‌های تولید نانوذره‌ها است.